# Ostrya
Ostria (Ostrya Scop.) è un genere di piante appartenente alla famiglia delle Betulacee. Il genere comprende 8 specie di piccoli alberi decidui, originari dell'Europa meridionale, del Medio Oriente, dell'Asia orientale e dell'America centro-settentrionale.
In Italia è presente Ostrya carpinifolia, chiamato comunemente carpino nero o carpinella.

## Tassonomia
In questo genere sono riconosciute le seguenti specie:
- Ostrya carpinifolia Scop.
- Ostrya chinensis I.M.Turner
- Ostrya japonica Sarg.
- Ostrya knowltonii Coville
- Ostrya rehderiana Chun
- Ostrya trichocarpa D.Fang & Y.S.Wang
- Ostrya virginiana (Mill.) K.Koch
- Ostrya yunnanensis W.K.Hu